# 최상려
최상려(崔相黎, ? ~ )는 조선민주주의인민공화국의 군인 겸 정치인이다. 조선로동당 중앙위원회 정치국 위원 겸 당 중앙군사위 위원이다.

## 경력
1992년 4월 인민군 소장, 1997년 4월 중장, 2010년 4월 상장으로 각각 승진했다. 2010년 9월, 조선로동당 중앙위원회 위원 겸 당 중앙군사위 위원에 선임되었다.

## 최고인민회의 대의원
2003년 8월 최고인민회의 제10기 대의원을 지냈다.

## 기타
1997년 2월 최광, 2010년 11월 조명록, 2011년 12월 김정일 사망 당시에 국가 장의위원회 위원을 맡았다.